# Julius Frühauf
Carl Julius Frühauf (* 4. Mai 1829 in Eybau; † 22. Juni 1898 in Berlin) war ein deutscher Professor der Nationalökonomie und Mitglied des deutschen Reichstags.

## Leben
Frühauf besuchte das Gymnasium in Zittau und studierte in Heidelberg und Leipzig Rechts- und Staatswissenschaften. Während seines Studiums in Leipzig wurde er im Winter 1851/52 Mitglied der Leipziger Universitäts-Sängerschaft zu St. Pauli (heute Deutsche Sängerschaft). Er wurde Zoll- und Steuerrichter am Hauptzollamt Zittau und beim Haupt-Steueramt Dresden. Danach war er Kriminalrichter am Königlichen Bezirksgericht Leipzig und seit 1860 dort Rechtsanwalt. Daneben war er im Gebiet der Volkswirtschaftslehre durch öffentliche Vorträge und schriftstellerisch tätig. 1864 wurde er als Professor für Nationalökonomie und theoretische Landwirtschaftslehre an das Baltische Polytechnikum in Riga berufen.
Während der Verhandlungen Deutschlands mit Russland über den Abschluss eines liberalen Zollvertrags (1866/67) begann er erfolgreich in der russischen Presse eine freihändlerische Agitation hierfür. In der Folge wurde er jedoch seines Amtes enthoben und lebte als nationalökonomischer Schriftsteller in Berlin.
Von 1874 bis 1878 war er Mitglied des Deutschen Reichstages für die Nationalliberale Partei und den Reichstagswahlkreis Königreich Sachsen 2 (Löbau).